# Euscelidia nitida
Euscelidia nitida là một loài ruồi trong họ Asilidae. Euscelidia nitida được Wiedemann miêu tả năm 1828.